# Goswin von Herike
Goswin von Herike († 10. November 1359) war von Dezember 1345 bis September 1359 Ordensmeister des livländischen Zweigs des Deutschen Ordens (Landmeister von Livland des Deutschen Ordens).
Goswin von Herike stammte aus einer westfälischen Familie, die in Opherdicke östlich von Dortmund begütert war. Er war während des Aufstands in der Georgsnacht (1343/45), als estnische Bauern eine Rebellion gegen die deutschen und dänischen Feudalherren unternahmen, Komtur von Viljandi (deutsch Fellin). Ende 1345 wurde er als Nachfolger von Burchard von Dreileben Landmeister von Alt-Livland.
Während seiner Amtszeit unterstützte Goswin den Bischof von Tartu (Dorpat) beim Bau der Festung Vastseliina (Frouwenborch oder Neuhausen), die an den wichtigen Handelsrouten zwischen Tartu, Riga und Pskow (Pleskau) lag und sich vor allem gegen die russische Festung Isborsk richtete.
Goswin von Herike gründete außerdem 1349 die Ordensburg Vasknarva (Nyslott) am strategisch wichtigen Oberlauf des Narva-Flusses. Er ließ darüber hinaus weitere Festungen und Burgen des Ordens ausbauen, vor allem an der Ostgrenze. Besonders die Hermannsfeste in Narva wurde unter seiner Ägide wesentlich verstärkt.
1359 starb Goswin von Herike. Nach einem kurzen Interregnum durch Andreas von Steinberg wurde Arnold de Vitinghove, der seit 1348 Komtur von Tallinn (Reval) war, sein Nachfolger. Arnold regierte den Orden von Februar 1360 bis kurz vor seinem Tod 1364.